# Acme
Acme는 벨 연구소 플랜 9 운영체제의 문서 편집기이자 그래픽 셸이며, 롭 파이크가 설계하고 구현했다. Sam 명령어를 사용할 수 있다. 인터페이스 디자인은 오베론의 영향을 받았다. 9P 서버로 작동한다는 점에서 다른 편집 환경과 다르다. 사용자 인터페이스의 독특한 요소는 마우스 코드이다.

## 개요
Acme는 메일 및 뉴스 리더 또는 wikifs의 프론트엔드로 사용할 수 있다. 이러한 응용 프로그램은 파일 시스템 인터페이스를 통해 acme와 상호 작용하는 외부 구성 요소로 인해 가능하다. 롭 파이크는 "Acme"라는 이름이 타임스 스퀘어에서 영화를 보던 중 펜 & 텔러의 펜 질렛이 "모든 것을" 수행하는 문서 편집기에 적합한 이름을 물었을 때 그에게 제안했다고 언급했다.

## 포트
인페르노 운영체제용 포트는 인페르노의 기본 배포판에 포함되어 있다. 인페르노는 다른 운영체제 위에서 응용 프로그램으로 실행될 수 있으므로 인페르노의 acme 포트는 마이크로소프트 윈도우 및 리눅스를 포함한 대부분의 운영체제에서 사용할 수 있다. acme: stand alone complex라는 프로젝트는 acme를 호스트 운영체제에서 독립 실행형 응용 프로그램으로 실행하도록 의도하고 있다.
유닉스 계열 운영체제용 acme의 작동 포트는 Plan 9 from User Space에 포함되어 있으며, 이는 플랜 9에서 포팅된 다양한 프로그램 모음이다. 현재 다음을 포함한 다양한 운영체제에서 테스트되었다. 리눅스, Mac OS X, FreeBSD, NetBSD, OpenBSD, 솔라리스 및 썬OS.

## 주목할 만한 Acme 사용자
- 데니스 리치[7]
- 러스 콕스
- 롭 파이크 (Acme 제작자)
- 브라이언 L. 스튜어트[8]

## 같이 보기
- Wily (문서 편집기), 유닉스에서 사용할 수 있는 유사한 프로그램이다. Plan 9 from User Space의 일부로 원본 acme가 포팅된 이후 유지보수되지 않는다.
- sam, 롭 파이크의 또 다른 인기 문서 편집기. Acme의 전신.
- 'Help': A Minimalist Global User Interface. acme의 전신이며 많은 아이디어를 공유한다 역시 롭 파이크가 제작.
- 플랜 9 (운영체제)
- wmii, Acme에서 많은 영감을 받은 창 관리자.
- 플랜 9 응용 프로그램 목록